# Neo Cortex (groupe)
Pour les articles homonymes, voir Neo Cortex.
Neo Cortex est un groupe de techno allemand, composé de Lars Böge (DJ Gollum), Jan Miesner (DJ Yanny / Terraformer) et Heiko Lempio (D.K. Booth). Il est formé en 2000 et produit principalement de la trance.

## Histoire
Ils ont déjà eu leur premier hit avec leur deuxième single Elements, sorti en 2000, dans la version remixée en 2004 et interprété par Alexandra Prince. La chanson s'est maintenue pendant 10 semaines dans le top 10 des Club Charts allemands, atteint la 14e place dans les Official Dance Charts de Media Control  et a été sélectionnée pour la Club Rotation de VIVA, lors de la présentation de laquelle Neo Cortex s'est produit. Au total, la chanson est apparue sur plus de 20 compilations, dont certaines ont été publiées sur des labels majeurs.
Suivirent ensuite les relativement moins remarqués Don't You, Storm of Lights et, en 2006, I Want You !.